# Просторский сельсовет
Просторский  сельсовет — упразднённое сельское поселение в Кваркенском районе Оренбургской области Российской Федерации.
Административный центр — село Просторы.

## История
В 2001 году упразднено село Доброполье.
9 марта 2005 года в соответствии с законом Оренбургской области № 1900/342-III-ОЗ образовано сельское поселение Просторский сельсовет, установлены границы муниципального образования.
26 июня 2013 года в соответствии с законом Оренбургской области № 1650/458-V-ОЗ Просторский сельсовет упразднён, территория вошла в состав Бриентского сельсовета.